# Monorchie

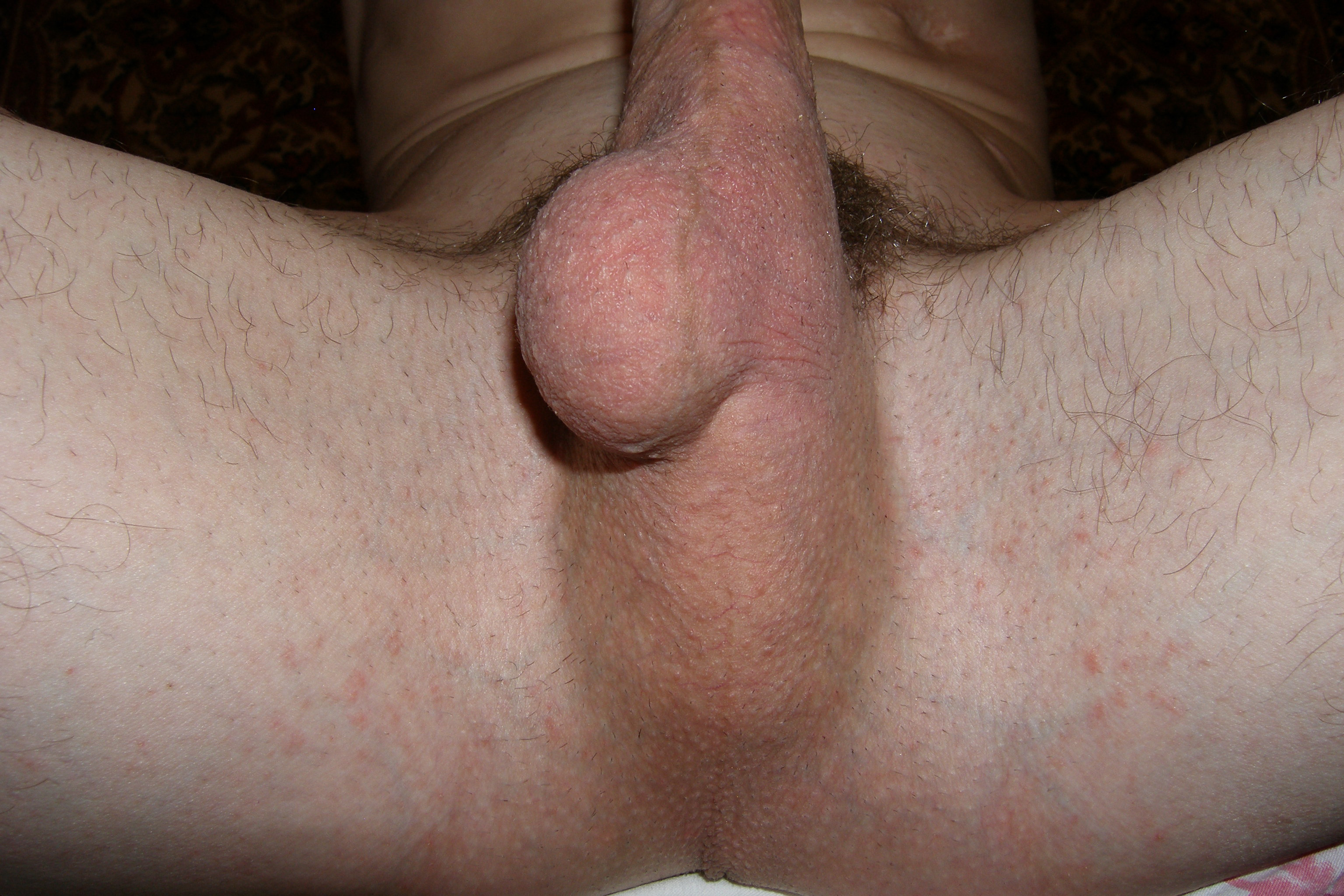
Mann mit einseitiger Hodenagenesie – ein Beispiel für Monorchie

Unter Monorchie (auch Monorchismus oder Einhodigkeit) versteht man eine Anomalie des männlichen Geschlechtsorgans, bei der ein Hoden im Hodensack fehlt oder vollständig funktionsunfähig ist.

## Ursachen
Ein natürlicher Grund ist die Lageanomalie des Hodens oder Hodendystopie, bei der ein gestörter Hodenabstieg während der embryonalen Entwicklung die Ursache ist.
Weitere Gründe können Verletzungen oder Verluste auf Grund von Hodenkrebs sein.
Verwandte Erkrankungen sind die Anorchie (keine Hoden) und die höchst seltene Triorchie (drei Hoden infolge Verdopplung einer Hodenanlage).